# Tørv
|  | Formatering af flertydig artikel Denne flertydige artikel er i øjeblikket ikke tilpasset det vedtagne format for flertydige artikler. |

Tørv bruges i flere betydninger:
1. En plade (græstørv) af kompakt plantemateriale og jord
2. Brændsel af kompakt dødt eller ringe nedbrudt plantemateriale fra en tørvemose: mosetørv og lyngtørv. Tørv har en højere brændværdi end lyngtørv. Under 2. verdenskrig udgjorde tørv fra danske moser en meget væsentlig del af landets brændselsforsyning
3. Jordart med meget højt indhold af humus
4. Planteslægten Tørvemos (Sphagnum) er de mosser, som danner højmoserne. Det brune, trævlede jordforbedringsmiddel, spagnum, har ringe brændværdi (ældre dansk: "hundekød") og blev tidligere ryddet til side for at nå den egentlige mosetørv, der er opstået ved, at nedbrydningen af plantematerialet er standset ved oversvømmelse/iltmangel. Hvis mosetørv får lov at ligge i årtusinder, bliver det efterhånden til brunkul. Hvis det ligger i mange millioner år bliver det efterhånden til stenkul.   - Tørvudvinding i Østfrisien, Tyskland.